# Megacormus granosus
Espèce
Synonymes
- Scorpio granosus Gervais, 1843

Megacormus granosus est une espèce de scorpions de la famille des Euscorpiidae.

## Distribution
Cette espèce est endémique du Veracruz au Mexique. Elle se rencontre vers San Andrés Tenejapan, Calcahualco, Huatusco et Córdoba.

## Systématique et taxinomie
Cette espèce a été décrite sous le protonyme Scorpio granosus par Gervais en 1843. Elle est placée dans le genre Megacormus par Karsch en 1881.

## Publication originale
- Gervais, 1843 : Remarques sur la famille des scorpions et description de plusieurs espèces nouvelles de la collection du Muséum. Société Philomatique de Paris Extraits des Procès-Verbaux des Séances, vol. 5, no 7, p. 129-131 (texte intégral).